# Zeila

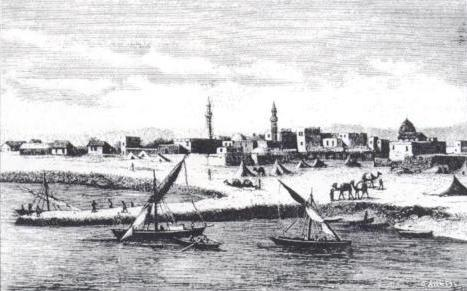
Portul Zeila în secolul al XIX-lea

Zeila (somaleză: Saylac, arabă: زيلع‎) este un oraș din nordul Somaliland, în apropiere de frontiera cu Djibouti.